# Diócesis de Kamina
La diócesis de Kamina (en latín: Dioecesis Kaminaënsis y en francés: Diocèse de Kamina) es una circunscripción eclesiástica de la Iglesia católica en la República Democrática del Congo. Se trata de una diócesis latina, sufragánea de la arquidiócesis de Lubumbashi. Desde el 3 de diciembre de 2020 es sede vacante y su administrador apostólico es el arzobispo Fulgence Muteba Mugalu.

## Territorio y organización
La diócesis tiene 73 479 km² y extiende su jurisdicción sobre los fieles católicos de rito latino residentes en la provincia de Alto Lomami en los territorios de Kamina, Bukama y Kaniama.
La sede de la diócesis se encuentra en la ciudad de Kamina, en donde se halla la Catedral de Santa Teresa del Niño Jesús.
En 2021 en la diócesis existían 35 parroquias agrupadas en 4 decanatos: Kamina, Kabondo-Dianda, Bukama y Kinkondja.

## Historia
La prefectura apostólica de Lulua y Katanga Central fue erigida el 18 de julio de 1922 con el breve Quae catholico del papa Pío XI, obteniendo el territorio del vicariato apostólico del Alto Kasai (hoy arquidiócesis de Kananga) y de la prefectura apostólica de Katanga (hoy arquidiócesis de Lubumbashi).
El 7 de abril de 1927 el papa Pío XI con el breve Quae in exploratam redefinió las fronteras con la prefectura apostólica de Alta Katango (hoy diócesis de Kongolo).
El 26 de febrero de 1934, en virtud de la bula Libenti animo del papa Pío XI, cedió una parte de su territorio para la erección del vicariato apostólico de Boma (hoy diócesis de Boma) y al mismo tiempo la prefectura apostólica fue elevada a vicariato apostólico.
El 8 de julio de 1948 cedió otra porción de su territorio para la erección de la prefectura apostólica de Lago Moero (hoy diócesis de Kilwa-Kasenga) mediante la bula In Congo Belgico del papa Pío XII, y al mismo tiempo cambió su nombre por el de vicariato apostólico de Lulua.
El 10 de noviembre de 1959, como resultado de la bula Cum parvulum del papa Juan XXIII, el vicariato apostólico fue elevado a diócesis y asumió el nombre de diócesis de Kamina.
El 11 de marzo de 1971 cedió otra porción de su territorio para la erección de la diócesis de Kolwezi mediante la bula Qui beatissimo Petro del papa Pablo VI.}
El 12 de enero de 1974 se amplió con una porción de territorio que pertenecía a la diócesis de Kabinda mediante el decreto Cum ad bonum.

## Estadísticas
Según el Anuario Pontificio 2022 la diócesis tenía a fines de 2021 un total de 513 000 fieles bautizados.
| Año                                                                             | Población            | Población | Población      | Sacerdotes | Sacerdotes    | Sacerdotes    | Bautizados por sacerdote | Diáconos permanentes | Religiosos | Religiosos | Parroquias |
| Año                                                                             | Bautizados católicos | Total     | % de católicos | Total      | Clero secular | Clero regular | Bautizados por sacerdote | Diáconos permanentes | Varones    | Mujeres    | Parroquias |
| ------------------------------------------------------------------------------- | -------------------- | --------- | -------------- | ---------- | ------------- | ------------- | ------------------------ | -------------------- | ---------- | ---------- | ---------- |
| 1949                                                                            | 35 322               | 300 000   | 11.8           | 53         | 2             | 51            | 666                      |                      | 68         | 91         |            |
| 1970                                                                            | 117 771              | 595 252   | 19.8           | 86         | 9             | 77            | 1369                     |                      | 93         | 234        | 3          |
| 1980                                                                            | 137 014              | 334 180   | 41.0           | 28         | 5             | 23            | 4893                     |                      | 26         | 78         | 15         |
| 1990                                                                            | 212 060              | 570 622   | 37.2           | 32         | 10            | 22            | 6626                     |                      | 23         | 69         | 15         |
| 1999                                                                            | 201 198              | 881 484   | 22.8           | 39         | 23            | 16            | 5158                     |                      | 21         | 78         | 18         |
| 2000                                                                            | 222 447              | 883 549   | 25.2           | 44         | 23            | 21            | 5055                     |                      | 26         | 82         | 18         |
| 2001                                                                            | 241 455              | 703 296   | 34.3           | 52         | 32            | 20            | 4643                     |                      | 24         | 99         | 27         |
| 2002                                                                            | 241 900              | 660 280   | 36.6           | 49         | 31            | 18            | 4936                     |                      | 23         | 90         | 19         |
| 2003                                                                            | 199 916              | 746 223   | 26.8           | 59         | 42            | 17            | 3388                     |                      | 22         | 64         | 23         |
| 2006                                                                            | 216 991              | 784 669   | 27.7           | 47         | 30            | 17            | 4616                     |                      | 21         | 92         | 25         |
| 2011                                                                            | 238 871              | 839 819   | 28.4           | 46         | 31            | 15            | 5192                     |                      | 20         | 91         | 28         |
| 2013                                                                            | 378 065              | 1 416 690 | 26.7           | 55         | 40            | 15            | 6873                     |                      | 18         | 85         | 30         |
| 2016                                                                            | 485 696              | 1 903 177 | 25.5           | 63         | 48            | 15            | 7709                     |                      | 22         | 82         | 30         |
| 2019                                                                            | 507 568              | 2 064 600 | 24.6           | 68         | 49            | 19            | 7464                     |                      | 23         | 67         | 31         |
| 2021                                                                            | 513 000              | 2 253 350 | 22.8           | 74         | 61            | 13            | 6932                     |                      | 14         | 72         | 35         |
| Fuente: Catholic-Hierarchy, que a su vez toma los datos del Anuario Pontificio. |                      |           |                |            |               |               |                          |                      |            |            |            |

## Episcopologio
- Camille Valentin Stappers, O.F.M. † (15 de julio de 1922-marzo de 1950 renunció)
- Victor Petrus Keuppens, O.F.M. † (25 de junio de 1950-11 de marzo de 1971 nombrado obispo de Kolwezi)
- Barthélémy Malunga † (11 de marzo de 1971-22 de enero de 1990 retirado)
- Jean-Anatole Kalala Kaseba (22 de enero de 1990-3 de diciembre de 2020 renunció)
  -  Sede vacante (desde 2020)
  - Fulgence Muteba Mugalu, desde el 3 de diciembre de 2020 (administrador apostólico)